# Abrochia zethus
Abrochia zethus là một loài bướm đêm thuộc phân họ Arctiinae, họ Erebidae.